# 등대원

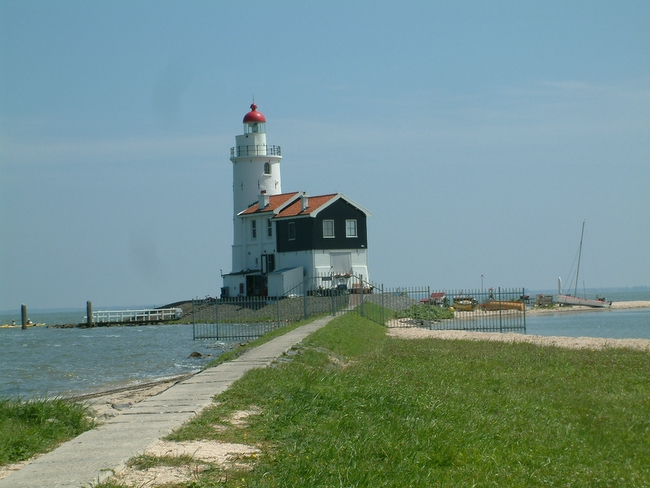

등대원은 등대, 특히 등대의 조명을 관리하는 사람이다.
최초로 기록된 등대원은 현재는 유명한 노트가(家)의 윌리엄(William)이었으며 그는 1730년 잉글랜드 도버 주변 사우스포어랜드라이트하우스에 임명되었다.